# 2020년 동태평양 허리케인
이 문서에서는 2020년 동태평양 허리케인에 대해 기록하였다.

## 설명
- 활동 기간은 미국 날짜로 표시한다.

## 활동한 허리케인

### 제10호 열대폭풍 줄리오 (허리케인 나나 잔해)
허리케인 나나의 잔존저기압에서 다시 허리케인으로 발달한 것이다.

## 같이 보기
- 2020년 태풍
- 2020년 북대서양 허리케인
- 2020년 북인도양 사이클론